# Герцог, Сара
Сара Герцог (урождённая Хиллман, 1896 — 1979) — израильская ребецн и дипломат. Она также была матерью Хаима Герцога, 6-го президента Израиля, и Яакова Герцога, израильского дипломата.

## Ранние годы
Герцог родилась в Риге, выросла в Лондоне. Она была дочерью раввина Шмуэля Исаака Хиллмана, который пригласил белфастского раввина Исаака Герцога (Ицхак Ха-Леви Герцог) к себе домой на конференцию, посвящённую законам о кошерном питании во время нормирования в период Первой мировой войны в 1917 году. Согласно семейной истории, Сара уронила поднос с чаем, когда увидела Исаака, который также сразу же был поражён (в некоторых версиях Сара пролила чай на Исаака).
В августе 1917 года Сара вышла замуж за Исаака и приняла на себя титул и обязанности ребецн, или жены раввина. Через год в Белфасте у них родился сын Хаим.

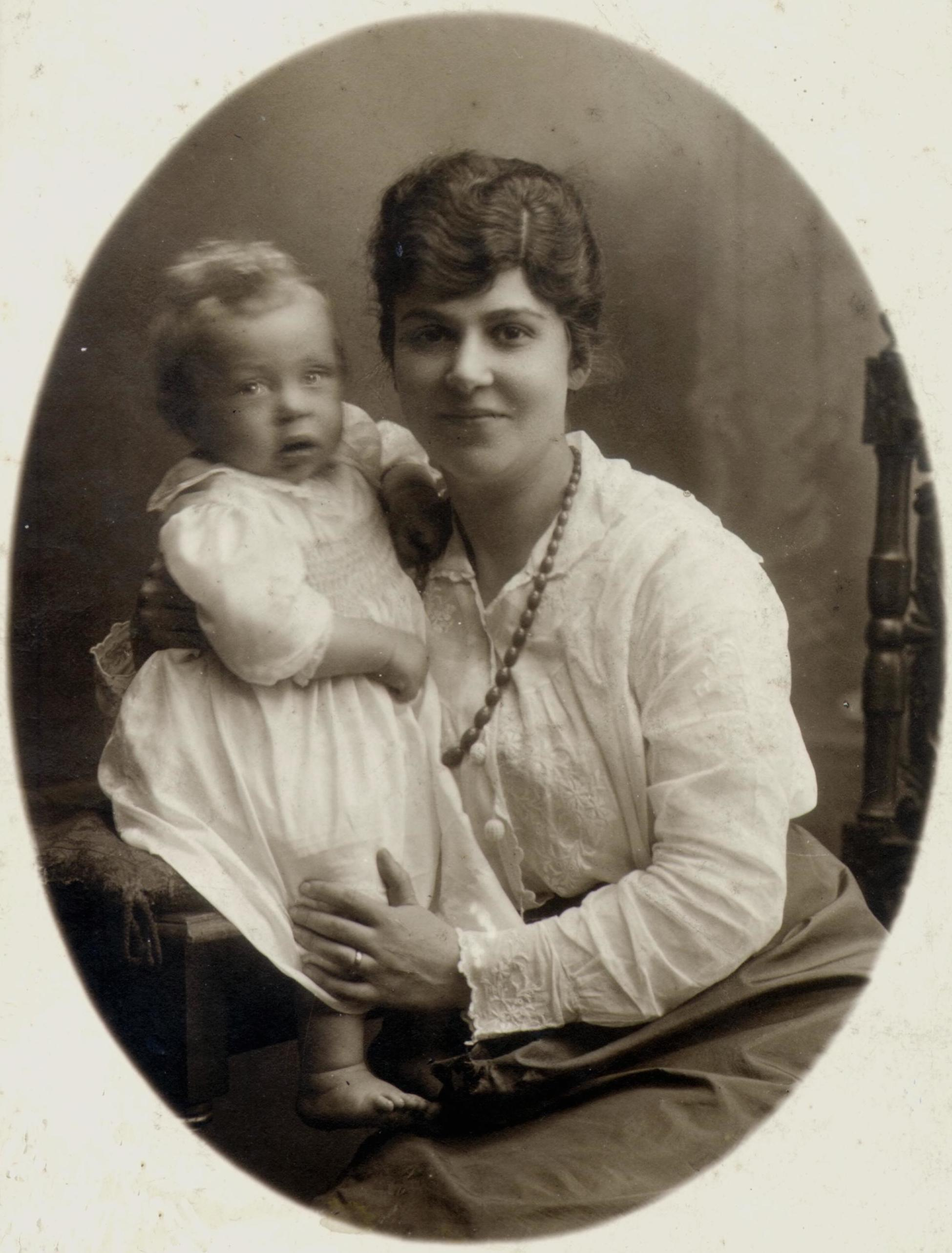
Сара Герцог держит на руках годовалого сына Хаима (Белфаст, около 1919 года)

Герцоги переехали в Дублин в 1919 году, где в декабре 1921 года родился их сын Яаков.
Семья переехала в Израиль в 1936 году, где Исаак Герцог стал главным раввином Эрец-Исраэль.
Позже в своей жизни Хаим вспоминал свою мать как «явно доминирующую личность дома. Она была очень красива и грациозна и, хотя миниатюрна, почти царственна в своем поведении. Где бы ни был её дом, он был центром благодати и культуры, а позже, в Израиле, магнитом для еврейской общины со всего мира». В своей инаугурационной речи в качестве президента Израиля в 1983 году Хаим подробно говорил о влиянии как в целом своих родителей, так и именно матери, личности с собственными правами. Внук запомнил её как приветливую и гостеприимную, особенно по отношению к обедневшим.

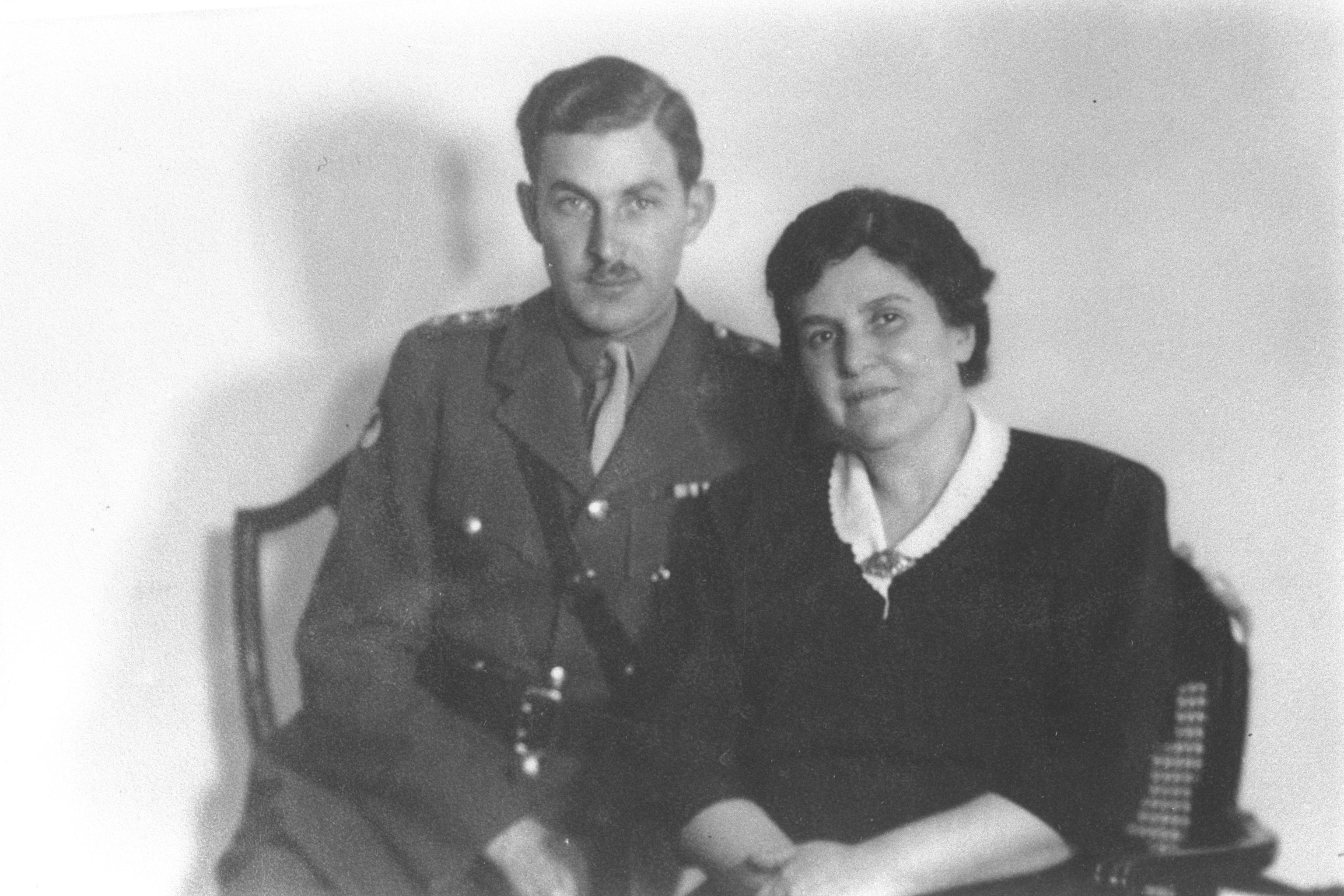
Хаим Герцог в форме британской армии со своей матерью Сарой.

## Жизнь в Израиле
В мае 1939 года Герцог активно участвовала в протестах против «Белой книги Макдональда», британского политического предложения о создании единого государства в Палестине. Вместе с Рахель Бен-Цви и Итой Йеллин она организовала акции протеста женщин против политики спасения еврейских детей с территории, контролируемой нацистами (Операция «Киндертранспорт»), но при этом не позволяющей переселять этих детей в Палестину.
Она была религиозной и поначалу сомневалась в невесте Хаима Оре Амбаш, хотя позже приняла её в семью.
Сара предложила создать День матери в догосударственном Израиле в 1947 году, но её предложение не было осуществлено.
После смерти мужа Герцог продолжала активно участвовать в израильской политике в качестве неофициального посла и в международных еврейских женских организациях. В 1954 году она поехала в Монреаль в качестве президента Всемирной женской организации Мизрахи. Она часто принимала жён раввинов и других высокопоставленных лиц, в том числе во время первой Всемирной конференции ашкеназских и сефардских конгрегаций в 1968 году.
В 1977 году Герцог была президентом-основателем еврейской женской сионистской организации World Emunah.

## Почести, награды и знаки отличия
Образовательный центр в Бней-Браке для религиозных еврейских женщин назван в её честь Неве Сара Герцог. Детский дом Сары Герцог в Афуле — жилой центр, построенный в 1943 году для детей, осиротевших в результате Холокоста, также назван в её честь.
В 1980-х годах иерусалимская больница Эзрата Нашима была переименована в больницу Герцог в её честь (Сара сорок лет была её добровольным президентом).
Отделения организации Эмуна награждают лауреатов «Премией раввинит Сары Герцог».